# 아츠미 키요시
아츠미 키요시(일본어: 渥美 清 아쓰미 기요시[*], 1928년 3월 10일 도쿄도 ~ 1996년 8월 4일 도쿄도)는 일본의 영화 배우로 본명은 타도코로 야스오(田所 康雄)이다.
1951년 도쿄도 다이토구 아사쿠사에 위치한 스트립 쇼 전용 극장의 전속 코미디언으로 데뷔했지만 1954년 폐결핵으로 오른쪽 폐를 절단한 이후부터 2년 동안 요양 생활을 했다. 1956년 텔레비전에 데뷔했고 1958년 영화에 데뷔했다.
1963년 영화 《삼가 아뢰옵니다 천황 폐하님》(拝啓天皇陛下様)에 출연하면서 명성을 떨쳤고 1969년부터 1995년까지 영화 《남자는 괴로워》(男はつらいよ) 시리즈 48편에 출연하는 동안 주인공인 구루마 도라지로(車寅次郎) 역할을 연기하면서 큰 인기를 얻었다. 이 기록은 영화 시리즈로는 가장 많은 작품 수 기록으로 남아 있으며 기네스 세계 기록에 등재되기도 했다.
1988년 일본 정부로부터 자수훈장을 수여받았다. 1996년 8월 4일 도쿄도 분쿄구에 위치한 준텐도 대학 의학부 부속 준텐도 의원에서 폐암으로 사망했다. 사후 일본 정부로부터 국민영예상을 추서받았다.

## 영화
- 도라 도라 도라
- 모래그릇

## 수상
- 국민영예상